# Vassvävarspindel
Vassvävarspindel (Donacochara speciosa) är en spindelart som först beskrevs av Tord Tamerlan Teodor Thorell 1875.  Vassvävarspindel ingår i släktet Donacochara och familjen täckvävarspindlar. Arten är reproducerande i Sverige. Inga underarter finns listade i Catalogue of Life.